# 徐殿臣
徐殿臣，字心水，號天石，浙江寧波府鄞縣人，明朝政治人物。

## 生平
崇祯三年（1630年）庚午科鄉試第五十五名舉人，七年（1634年）甲戌科進士，吏部觀政，八年授行人，十四年考选，擢江西道試御史，疏言财政大臣擇人，要像唐朝劉晏為度支一样，軍興不乏而未至病民，不然因賊设兵，因兵增饷，賊未及剿而民且揭竿應之矣。又请復设驿遞，驿遞者是流賊所起之由。徐殿臣初舉禮部會試時，出黄道周門下，道周得罪，殿臣賦诗有「如公真不欺明主，在帝何曾杀諫官」之句，當國者頗爲之側目，讓其出任提督南京學政。左遷山東僉事，以親老乞歸。國變後奉父避亂入山，為海師縛去，索取萬金，以友人周容救免，久之，悒悒成疾卒，喜讀白居易、蘇轼二公诗，颜其閣曰「香眉」。

## 家族
曾祖徐待，甲戌進士、巡按御史、；祖徐有楩，庠生、儒官；父徐承烈，壬子举人、见任永定知县。

## 引用
1. ↑  《崇祯七年甲戌科进士履历便览》：徐殿臣，曾祖诗，巡按御史、甲戌；祖根，庠生、儒官；父承烈，见任永定知县、壬子。天石，易二房，癸丑年四月初六日生，宁波府鄞县籍钱塘人，庚午乡试，会一百九名，二甲七十二名，吏部观政，乙亥授行人。
2. ↑  《鄞縣志》：徐殿臣，字水心，崇祯甲戌進士，以行人擢試御史，疏言計臣當擇人如劉晏為度支，軍興不乏而未至病民，不然因賊設兵，因兵增餉，賊未及剿而民且揭竿應之矣。又請復驛遞，驛遞者流賊所從起之由也。初舉禮部時，出黃道周門下，道周得罪，賦詩有「如公真不欺明主，在帝何曾殺諫官」之句，當軸頗側目，出提督南京學政。左遷山東僉事，以親老乞歸。國變後奉父避亂入山，為海師縛去，索萬金，以友人周容救免，久之，悒悒成疾卒，喜讀白、蘇二公詩，顏其閣曰「香眉」。